# Shane Sutton
Shane Edwin Sutton, OBE, (* 22. März 1957 in Moree) ist ein ehemaliger australischer Radrennfahrer und späterer britischer Radsporttrainer.

## Radsport-Laufbahn
1978 errang Shane Sutton bei den Commonwealth Games in Edmonton zwei Medaillen, Gold in der Mannschaftsverfolgung gemeinsam mit Colin Fitzgerald, Kevin Nichols und seinem Bruder Gary sowie Silber im Scratchrennen über zehn Meilen. 1978 und 1981 gewann er die nationale Meisterschaft in der Mannschaftsverfolgung.
Von 1980 bis 1994 war Sutton als Profirennfahrer aktiv. 1983 gewann er die australische Herald Sun Tour und wurde Dritter der australischen Straßenmeisterschaft. 1984 ging er nach Großbritannien, gewann 1985 die Midland’s Tour und startete 1987 bei der Tour de France, bei der er aber nach der 13. Etappe aufgeben musste. 1990 gewann er das Milk Race mit einem Etappensieg und belegte 1993 bei der britischen Straßenmeisterschaft Rang drei. Sutton startete auch bei vier Sechstagerennen, von denen er drei gewann: 1982 gewann er in Launceston mit Philip Sawyer, 1983 in Melbourne mit Bruder Gary und 1984 erneut in Launceston mit Geoff Skaines.

## Sutton als Trainer
Nach seinem Rücktritt als Radrennfahrer im Jahre 1994 wurde Sutton walisischer Nationaltrainer im Radsport. 2002 wechselte er als Trainer zum britischen Verband (BC) und betreute bis Anfang 2013 zudem das Team Sky. 2014 wurde er als Nachfolger von David Brailsford Technischer Direktor von BC, seinen Posten als Trainer der Ausdauer-Bahnfahrer übernahm der Deutsche Heiko Salzwedel.
1998 wurde Sutton in Wales zum Coach of the Year gewählt und 2008 wegen der Erfolge seiner Sportler bei den Olympischen Spielen in Peking zum Coach of the Year in Großbritannien. 2010 wurde er mit dem Order of the British Empire ausgezeichnet.
Im November 2012 wurde er beim Fahren auf dem Fahrrad in Manchester von einem Auto angefahren und erlitt Kopfverletzungen, konnte aber genesen. Der Arzt sagte ihm, sein Helm habe ihm das Leben gerettet. Erst wenige Stunden zuvor war auch sein langjähriger Schützling Bradley Wiggins, an dessen Erfolgen Sutton große Anteile zugesprochen werden, mit dem Fahrrad verunglückt.
Im Sommer 2013 wurde Sutton in verschiedenen britischen Zeitungen zitiert, als er erklärte, Wiggins befinde sich in einer Krise, da er von seinem Tourerfolg im Jahr zuvor nahezu überrollt worden sei und sich nun neue Ziele setzen müsse.
Im März 2016 wurde Shane Sutton von mehreren Mitglieder des British Cycling-Teams wegen der Nominierungspraxis für die Olympischen Spiele 2016 angegriffen. Im Monat darauf erhoben die Fahrerinnen Jessica Varnish, Victoria Pendleton und Nicole Cooke Vorwürfe gegen ihn wegen sexistischer Äußerungen. Kurz darauf wurde Sutton vom britischen Verband suspendiert, weil es weitere Vorwürfe gab, darunter vom mehrfachen Paralympics-Medaillengewinner Darren Kenny, er habe paralympische Radsportler unter anderem als „gimps“ und „wobblies“ (sinngemäß „Krüppel“) bezeichnet. In einem Interview mit der Daily Mail berichtete der ehemalige malaysische Radsportler Josiah Ng, dass Sutton ihn immer Boatie genannt und damit Bezug auf die Boatpeople genommen habe, die mit dem Schiff von Asien nach Australien mit dem Schiff reisen, um dort um Asyl zu bitten. Ng: „His actions are racists, but I personally don't think he's racist.“ („Er handelt wie ein Rassist, aber persönlich glaube ich nicht, dass er ein Rassist ist.“) Er glaube, dass Sutton den Begriff „boatie“ liebevoll gemeint habe, ohne dass ihm bewusst gewesen sei, wie kränkend dieser sei.
British Cycling erklärte, die Anschuldigungen sollten nun im Rahmen eines Verfahrens untersucht werden. Shane Sutton reichte daraufhin am 27. April 2016 seinen Rücktritt als Technischer Direktor ein. In einem Interview vom Mai 2016 gab die ehemalige Radsportlerin und Olympiasiegerin Victoria Pendleton an, Sutton haben großen Anteil an ihrem Rücktritt vom Radsport gehabt. Im Oktober 2017 unterzeichnete Sutton einen Vertrag als Trainer der Bahn-Nationalmannschaft von China.

## Familie
Sutton ist der Bruder des früheren Rennfahrers und heutigen australischen Trainers Gary Sutton, sein Neffe ist der Radsportler Christopher Sutton.